# Margit Rasmusson
Margit Ingegerd Elisabeth Rasmusson, född Wahlberg 1 mars 1906 i Falköping, död 14 december 2000 i Stockholm, var en svensk läroverkslärare och författare.
Rasmusson var filosofie licentiat och tjänstgjorde som läroverksadjunkt.
År 1968 utgav hon boken Lång väg hem om Stina Aronson. Boken, som är en författarbiografi, uppmärksammades i de flesta större svenska tidningarna.
Rasmusson, som var dotter till fabrikören Karl Johan Wahlberg och Signhild Söderström, gifte sig 1931 med Nils Ludvig Rasmusson. I äktenskapet föddes sönerna Anders, Ludvig och Torkel Rasmusson